# Rewolucja lipcowa we Francji
Rewolucja lipcowa we Francji trwała od 27 do 29 lipca 1830 (stąd nazwa fr. Les Trois Glorieuses – trzy dni chwały). Rewolucja udaremniła próbę powrotu do absolutyzmu podjętą przez Karola X i zaprowadziła we Francji monarchię lipcową.

## Przyczyny
Karol X, król od 1824, już wcześniej nie krył, że jego polityczną ambicją jest restauracja ancien regime’u w pełnym tego słowa znaczeniu, a nie ograniczona Kartą restauracja rozpoczęta w 1814. Otaczał się zdecydowanymi konserwatystami (Ultrasi), na nowo podniósł pozycję Kościoła katolickiego w państwie. Premierem mianował ultrakonserwatystę Jules’a Armanda de Polignaca. Ostatecznie w 1830, gdy kolejne wybory do Izby Deputowanych wyłoniły liberalny skład parlamentu, król zdecydował się na wykorzystanie swoich wyjątkowych prerogatyw – ordonansów, tj. dekretów wydawanych „w chwili szczególnego zagrożenia państwa”.

## Przebieg

### 25 lipca
Pięć opublikowanych ordonansów zostało wydanych w momencie, gdy uwaga całej Francji skupiona była na sukcesach podboju kolonialnego w Algierze (zob. Algieria Francuska); w związku z tym Karol X liczył na niewywołanie spontanicznego oporu społecznego. W pierwszym ze swoich dekretów zawieszał wolność prasy, ograniczając prawo do wydawania dzienników dla osób, które otrzymały specjalną zgodę króla. Zgodę taką mieli otrzymać też wszyscy dziennikarze oraz drukarze. Drugi ordonans rozwiązywał Izbę Deputowanych, trzeci – ograniczał prawo wyborcze do najbogatszych, czwarty uzupełniał poprzedni, wskazując dokładny sposób przebiegu wyborów. Piąty przywracał do Rady Państwa kilku usuniętych z niej wcześniej ultrasów.

### 26–27 lipca
Ordonanse spotkały się z powszechnym oburzeniem, wściekłość ogarnęła zarówno lud Paryża, jak i burżuazję, która w dużej mierze została pozbawiona prawa wyborczego poprzez zapis o konieczności posiadania majątków ziemskich, by głosować. Ta grupa społeczna nie stanęła jednak do otwartej walki, niemniej (27 lipca) robotnicy i studenci Paryża wznieśli na ulicach barykady. Do protestu nawoływali szczególnie dotknięci ordonansami dziennikarze z młodym Thiersem na czele. Karol X, całkowicie zaskoczony sytuacją, zarządził jednak zbrojne stłumienie zamieszek.

### 28–29 lipca
Królewskie apele o zdecydowaną walkę z buntownikami nie dały jednak rezultatów. Żołnierze przechodzili na stronę powstańców, którzy błyskawicznie opanowali miasto. 28 lipca zdobyli gmach-symbol – paryski ratusz. Wówczas dopiero do akcji wkroczyła liberalna burżuazja. Na jej czele stanęli bankier Jacques Laffitte oraz Marie Joseph de La Fayette, którzy – wbrew woli domagających się republiki powstańców – znaleźli kandydata na nowego króla w osobie Ludwika Filipa Orleańskiego. Udało im się przekonać część niezdecydowanych, iż monarchia z nim będzie „najpiękniejszą z republik”. W sierpniu Ludwik Filip został zaprzysiężony po przysiędze na zrewidowaną kartę.

## Bilans
Wieść o rewolucji lipcowej we Francji rozeszła się szeroko po całej Europie, zachęcając do walki przeciw porządkowi stworzonemu i strzeżonemu przez Święte Przymierze. W sierpniu wybuchła rewolucja belgijska. Szczególną wagę do obalenia dotychczasowego „porządku” przywiązywali polscy spiskowcy przygotowujący się do powstania przeciwko Rosji w Warszawie. Prawdziwi twórcy rewolucji – lud Paryża – czuli się jednak oszukani i rozczarowani, a po kilku latach nowego ustroju odmawiali nawet „Chwalebnym Dniom” miana rewolucji. Faktem jest, iż skutkiem roku 1830 była osiemnastoletnia monarchia konstytucyjna, w której wiodącą rolę odegrała burżuazja, zaś starsza linia Burbonów już nigdy nie wróciła na tron.
Casimir Delavigne uczcił rewolucję pieśnią Paryżanka (La Parisienne).